# Abbazia di Bursfelde
L'abbazia di Bursfelde è un ex monastero benedettino, punto di partenza di un movimento di riforma e centro di una congregazione a cui nel Trecento aderirono altre abbazie tedesche.

## Storia
L'abbazia, dedicata ai santi Tommaso e Nicola, fu fondata nel 1093 da Enrico il Grasso, conte di Northeim, e fu affidata ai monaci benedettini di Corvey, la cui comunità aveva aderito alla riforma di Hirsau. Il fondatore, ucciso dai Frisoni nel 1102, fu sepolto nella chiesa abbaziale.
La fondazione fu riconosciuta da Rutardo, arcivescovo di Magonza, e l'imperatore Enrico IV di Franconia concesse all'abbazia l'immunità e il diritto di battere moneta. Le proprietà e i privilegi dell'abbazia furono riconosciti e confermati anche dai papi Eugenio III nel 1152 e Bonifacio VIII nel 1295.
La disciplina monastica iniziò a rilassarsi all'inizio del Trecento, sotto gli abati Enrico II e Giovanni II, che non seppe amministrarne i beni.
Il monastero, spopolato e ridotto in povertà, nel 1433 fu affidato dal duca Ottone di Braunschweig a Giovanni Dederoth, abate di Klus, che in occasione di un viaggio a Roma aveva avuto modo di conoscere i movimenti riformatori che si stavano sviluppando tra i benedettini in Italia.
Con l'aiuto di alcuni monaci inviati da Giovanni Rode, abate di San Mattia a Treviri, Giovanni Dederoth rinnovò la vita monastica a Klus e Bursfelde. Sotto l'abate Giovanni Hagen, i monasteri di Bursfelde, Klus, Reinhausen e Huysburg, che condividevano con l'ordinamento liturgico e della vita monastica, si accordarono per costituire una unione con capitoli generali, dando inizio alla congregazione di Bursfelde.
Dal 1542 Bursfelde ebbe sempre abati protestanti, a eccezione del periodo tra il 1654 e il 1670. Il titolo abbaziale fu poi sempre assegnato al decano della facoltà teologica protestante dell'Università di Gottinga.
La chiesa abbaziale è un edificio a impianto basilicale senza transetto, eretta sul modello di Hirsau; fu restaurata nel 1433 e nuovamente nel 1589 (dopo un grave incendio che nel 1574 aveva distrutto completamente il monastero), uscendone completamente trasformata. Fu rinnovata nel 1846.